# آرتور ادوین کنلی
آرتور ادوین کنلی (انگلیسی: Arthur E. Kennelly؛ ۱۷ دسامبر ۱۸۶۱ – ۱۸ ژوئن ۱۹۳۹) یک دانشمند در زمینه مهندسی برق اهل ایالات متحده آمریکا بود. وی نظریهٔ تبدیل ستاره مثلث را منتشر کرد.
وی همچنین برنده جوایزی همچون مدال افتخار آی‌تریپل‌ئی شده است.